# G. K. Chesterton
Gilbert Keith Chesterton, vagy G. K. Chesterton (1874. május 29. – 1936. június 14.) angol író, filozófus, drámaíró, újságíró, szónok, teológus, életrajzíró és kritikus. Gyakran nevezték az ellentmondások hercegének. A Time magazin így jellemezte az írásait: „Ahol csak lehetséges volt, szívesen használt közmondásokat, allegóriákat, de először gondosan átalakította őket.” Műveinek egyik népszerű szereplője a pap és egyben nyomozó Brown atya. Műveiben számos egyházi utalás is fellelhető. Chesterton mint politikai gondolkodó, kinyilvánította véleményét a progresszivizmusról és a konzervativizmusról is: „A mai világ erről a két dologról szól: progresszivizmus és konzervativizmus. A haladó gondolkodásúak folyton hibákat követnek el. A konzervatívok pedig meggátolják e hibák kijavítását.” George Bernard Shaw, Chesterton „barátságos ellensége” így nyilatkozott róla: „Ez az ember egy kolosszális géniusz.” Életrajzírói úgy emlegetik, mint a viktoriánus kor egyes íróinak követőjét.

## Munkássága
Ifjú korában képzőművésznek készült, festő és szobrász akart lenni, de csakhamar felcserélte az ecsetet és vésőt-kalapácsot megtalált fegyverével, a tollal, melyet már nagyon fiatalon megvillogtatott sajtóharcaiban. Első műve a The wildknight című költeménykötet volt (1900). Újságcikkeiben, röpirataiban és kritikáiban élesen támadta a modernizmus minden formáját. Mély szatírával, maró gúnnyal, meggyőző és meglepő logikával bizonyította a katolicizmus erejét és szellemi fölényét az üres divatok, politikai, társadalmi, irodalmi és filozófiai jelszavak és az ún. eretnekek („heretics”) Shaw, Wells, Kipling, Wilde fölött. Paradox elméssége, különleges, de mindig világító szempontjai, éleselméjű emberismerete éppoly kitűnően érvényesülnek regényeiben, mint irodalmi és társadalmi tárgyú tanulmányaiban.
Tanulmányai: Heretics (1905), Orthodoxy (1908) és What's wrong with the world (1910). Társadalomkritikai munkái: The crimes of England (1915); Irish impressions; The superstitions of divorce; What I saw in America (1922). Érdekes arcképeket rajzolt Dickensről, Browningról, Assisi Szent Ferencről és a Viktória-korabeli írókról (The Victorian age of literature). Regényei: The Napoleon of Notting Hall; The man who was thursday; The flying inn; Tales of the Long Bow (1925).

## Magyarul

### 1944-ig
- Az ember, aki csütörtök volt. Lidércnyomás; ford. Zsoldos Benő; Tevan, Békéscsaba, 1918
- Apolló szeme. Az angol eredeti teljes szöveg és hű fordítása; ford. Schöpflin Aladár; Lantos, Budapest, 1920 (Kétnyelvű klasszikus könyvtár)
- Hagyományok és hazugságok; ford., bev. Hevesi Sándor; Révai, Budapest, 1920 (Mesterművek. Révai)
- Igazságot!; ford. Hévey Gyula; Szt. István Társulat, Budapest, 1920
- Páter Brown ártatlansága; ford. Schöpflin Aladár; Franklin, Budapest, 1921 (A Nemzeti Újság aranykönyvtára)
- A kék kereszt. Detektív-történetek; ford. Bartos Zoltán; Kultúra, Budapest, 1921 (Detektív- és kalandor-regények)
- Páter Brown ártatlansága; ford. Zilahi László; Bécsi Magyar Kiadó, Wien, 1921 (Regényfüzér)
- Assisi Szent Ferenc; ford. Reményi József; Szt. Bonavaenturs Ny., Cluj-Kolozsvár, 1926
- Páter Brown bölcsessége; ford. Aradi Zsolt, előszó Gogolák Lajos; Franklin, Budapest, 193? (Az Országos Magyar Katolikus Főiskolai Diákszövetség könyvei)
- Aquinói Szent Tamás; ford. Boldizsár Iván; Szt. István Társulat, Budapest, 1938
- Páter Brown leleplez. Regény; ford. Raics István; Bartsch, Budapest, 1943 (Hétfői regény)
- Muzsika. Válogatott versek; ford. Raics István; Rózsavölgyi, Budapest, 1944
- Don Quijote visszatér. Regény; ford. Sárkány Sándor; Hajnal, Budapest, 1944

### 1945–1989
- A jámbor Brown atya; ford. Bartos Tibor, utószó Ungvári Tamás; Európa, Budapest, 1958 (Világirodalmi kiskönyvtár)
- A nonszensz védelmében; ford. Geher István / Rémregények védelmében; ford. Bartos Tibor; in: Hagyomány és egyéniség. Az angol esszé klasszikusai; vál. Európa Könyvkiadó munkaközössége, közrem. Ruttkay Kálmán, Ungvári Tamás, utószó Abody Béla, jegyz. Abádi Nagy Zoltán; Európa, Budapest, 1967
- Assisi Szent Ferenc és a Fioretti; ford. Antal Lukács, Kaposy József; Szt. István Társulat, Budapest, 1980
- Igazságot! / Az örökkévaló ember; ford. Lukácsi Huba, Radnai Ferenc; Szt. István Társulat, Budapest, 1985
- Az ember, aki Csütörtök volt. Rémálom; ford. Rakovszky Zsuzsa; Helikon, Budapest, 1987

### 1990–
- Mystery, humour, adventure / Sir Arthur Conan Doyle: That little square box. Az a kis négyszögletes doboz / Gilbert Keith Chesterton: The blast of the book. A könyv átka; átdolg G. K. Magidson-Stepanova, ford. Molnár Sándor; kétnyelvű kiadás kezdőknek; Bagolyvár, Budapest, 1990 (Balance könyvek)
- Mystery, humour, adventure. Two stories by G. K. Chesterton / The tremendous adventure of major Brown. Brown őrnagy óriási kalandja / The paradise of thieves. A tolvajok paradicsoma; átdolg. G. K. Magidson Stepanova, ford. Molnár Sándor; Bagolyvár, Budapest, 1990 (Balance könyvek)
- Eretnekek; ford. Lukácsi Huba; Szt. István Társulat, Budapest, 1991
- Brown atya botránya; ford. Péter Ágnes; Móra, Budapest, 1991
- Önéletrajz; ford. Vági Barnabás, Katona László, Szőnyi Szilárd, előszó, névmutató, jegyz. Zsille Gábor; Szt. István Társulat, Budapest, 2002
- A józan ész nevében; ford. Görgényi Tamás; Kairosz, Budapest, 2003
- Mi a baj a világgal? 1910; ford. Görgényi Tamás; Kairosz, Budapest, 2004
- Brown atya hitetlensége; ford. Péter Ágnes; Új Ember, Budapest, 2007
- Brown atya titka; ford. Zombory Erzsébet; Új Ember, Budapest, 2007
- Brown atya ártatlansága; ford. Péter Ágnes; Új Ember, Budapest, 2011
- A vándorló kocsma; ford. Tamás Gábor; Metropolis Media Group Kft., Budapest, 2013 (Galaktika fantasztikus könyvek)
- Mi a baj a világgal? 1910; előszó Görgényi Tamás, ford. Vági Barnabás; Századvég, Budapest, 2019
- A szökevény kocsma; ford. Katona László; Századvég, Budapest, 2019
- Brown atya nyomoz; vál. Győri Anna, ford. Péter Ágnes, Zombory Erzsébet; Harmat–Új Ember, Budapest, 2019
- A józan ész nevében; ford. Görgényi Tamás; Századvég: Budapest, 2021
- Riadók és beszélgetések; ford. Babos Júlia; Országút Társulat, Budapest, 2021 (Nagy konvertiták)
- Különös mesterségek klubja; ford. Szabó Miklós István; Országút Társulat, Budapest, 2021 (Nagy konvertiták)